# 1997年のNFLドラフト
1997年のNFLドラフトは、62回目のNFLドラフト。1997年4月19日から20日までの2日間ニューヨークのマディソン・スクエア・ガーデンで開催された。
ドラフト指名順は、完全ウェーバー制で行われるが全体1位から3位指名権がそれぞれトレードされた。セントルイス・ラムズは全体1位でオハイオ州立大学のOTオーランド・ペースを指名した。
この年ドラフト指名されたウォリック・ダン、コーリー・ディロン、ティキ・バーバーは通算10,000ヤードラッシャーとなった。
1巡でカロライナ・パンサーズに指名されたレイ・カルースは1999年のシーズン中に妊娠していた元恋人を殺害した容疑などで19年間服役した。NFLの公式オンラインストアでは名前と背番号を入れたユニフォームを購入できるがカルースのユニフォームを購入することはできない。この措置はO・J・シンプソンとアーロン・ヘルナンデスにも適用されている。
3巡で指名されたボブ・サップはNFLでは活躍できなかったが、後に格闘家としてスターになった。

## 指名選手
指名順位の数字の後の*は、FAで失った選手に対して自動的に計算し与えられる補償ドラフトを示す。

### 1巡指名選手
| 指名順位 | チーム                             | 選手名                         | ポジション | 出身大学                       |
| 1        | セントルイス・ラムズ               | オーランド・ペース             | OT         | オハイオ州立大学               |
| 2        | オークランド・レイダース           | ダレル・ラッセル               | DT         | USC                            |
| 3        | シアトル・シーホークス             | ショーン・スプリングス         | CB         | オハイオ州立大学               |
| 4        | ボルチモア・レイブンズ             | ピーター・ボールウェア         | LB         | フロリダ州立大学               |
| 5        | デトロイト・ライオンズ             | ブライアント・ウェストブルック | CB         | テキサス大学                   |
| 6        | シアトル・シーホークス             | ウォルター・ジョーンズ         | OT         | フロリダ州立大学               |
| 7        | ニューヨーク・ジャイアンツ         | アイク・ヒラード               | WR         | フロリダ大学                   |
| 8        | ニューヨーク・ジェッツ             | ジェームズ・ファリアー         | LB         | バージニア大学                 |
| 9        | アリゾナ・カージナルス             | トム・ナイト                   | CB         | アイオワ大学                   |
| 10       | ニューオーリンズ・セインツ         | クリス・ナエオレ               | OG         | コロラド大学                   |
| 11       | アトランタ・ファルコンズ           | マイケル・ブッカー             | CB         | ネブラスカ大学                 |
| 12       | タンパベイ・バッカニアーズ         | ウォリック・ダン               | RB         | フロリダ州立大学               |
| 13       | カンザスシティ・チーフス           | トニー・ゴンザレス             | TE         | カリフォルニア大学バークレー校 |
| 14       | シンシナティ・ベンガルズ           | レイナード・ウィルソン         | LB         | フロリダ州立大学               |
| 15       | マイアミ・ドルフィンズ             | ヤティル・グリーン             | WR         | マイアミ大学                   |
| 16       | タンパベイ・バッカニアーズ         | ライデル・アンソニー           | WR         | フロリダ大学                   |
| 17       | ワシントン・レッドスキンズ         | ケナード・ラング               | DE         | マイアミ大学                   |
| 18       | テネシー・オイラーズ               | ケニー・ホームズ               | DE         | マイアミ大学                   |
| 19       | インディアナポリス・コルツ         | タリク・グレン                 | OT         | カリフォルニア大学バークレー校 |
| 20       | ミネソタ・バイキングス             | ドウェイン・ラッド             | LB         | アラバマ大学                   |
| 21       | ジャクソンビル・ジャガーズ         | レナード・ウィン               | DT         | ノートルダム大学               |
| 22       | ダラス・カウボーイズ               | デビッド・ラフレール           | TE         | LSU                            |
| 23       | バッファロー・ビルズ               | アントワン・スミス             | RB         | ヒューストン大学               |
| 24       | ピッツバーグ・スティーラーズ       | チャド・スコット               | CB         | メリーランド大学               |
| 25       | フィラデルフィア・イーグルス       | ジョン・ハリス                 | DE         | バージニア大学                 |
| 26       | サンフランシスコ・49ers            | ジム・ドラッケンミラー         | QB         | バージニア工科大学             |
| 27       | カロライナ・パンサーズ             | レイ・カルース                 | WR         | コロラド大学                   |
| 28       | デンバー・ブロンコス               | トレバー・プライス             | DT         | クレムソン大学                 |
| 29       | ニューイングランド・ペイトリオッツ | クリス・キャンティ             | CB         | カンザス州立大学               |
| 30       | グリーンベイ・パッカーズ           | ロス・バーバ                   | OT         | アイオワ大学                   |

### 2巡指名選手
| 指名順位 | チーム                             | 選手名                 | ポジション | 出身大学                         |
| 31       | ニューヨーク・ジェッツ             | リック・テリー         | DT         | ノースカロライナ大学             |
| 32       | アトランタ・ファルコンズ           | ネイサン・デービス     | DE         | インディアナ大学                 |
| 33       | ニューオーリンズ・セインツ         | ロブ・ケリー           | S          | オハイオ州立大学                 |
| 34       | ボルチモア・レイブンズ             | ジェイミー・シャーパー | LB         | バージニア大学                   |
| 35       | デトロイト・ライオンズ             | ホアン・ロック         | OT         | アリゾナ州立大学                 |
| 36       | ニューヨーク・ジャイアンツ         | ティキ・バーバー       | RB         | バージニア大学                   |
| 37       | タンパベイ・バッカニアーズ         | ジェリー・ヴンシュ     | OT         | ウィスコンシン大学               |
| 38       | シカゴ・ベアーズ                   | ジョン・オールレッド   | TE         | USC                              |
| 39       | ニューオーリンズ・セインツ         | ジャレッド・トミック   | DE         | ネブラスカ大学                   |
| 40       | セントルイス・ラムズ               | デクスター・マクレオン | CB         | クレムソン大学                   |
| 41       | アトランタ・ファルコンズ           | バイロン・ハンスパード | RB         | テキサス工科大学                 |
| 42       | アリゾナ・カージナルス             | ジェイク・プラマー     | QB         | アリゾナ州立大学                 |
| 43       | シンシナティ・ベンガルズ           | コーリー・ディロン     | RB         | ワシントン大学                   |
| 44       | マイアミ・ドルフィンズ             | サム・マディソン       | CB         | ルイビル大学                     |
| 45       | サンディエゴ・チャージャーズ       | フレディ・ジョーンズ   | TE         | ノースカロライナ大学             |
| 46       | テネシー・オイラーズ               | ジョーイ・ケント       | WR         | テネシー大学                     |
| 47       | カンザスシティ・チーフス           | ケビン・ロケット       | WR         | カンザス州立大学                 |
| 48       | インディアナポリス・コルツ         | アダム・メドーズ       | OT         | ジョージア大学                   |
| 49       | ミネソタ・バイキングス             | トリアン・グレイ       | S          | バージニア工科大学               |
| 50       | ジャクソンビル・ジャガーズ         | マイク・ローガン       | CB         | ウェストバージニア大学           |
| 51       | ワシントン・レッドスキンズ         | グレッグ・ジョーンズ   | LB         | コロラド大学                     |
| 52       | バッファロー・ビルズ               | マーセラス・ワイリー   | DE         | コロンビア大学                   |
| 53       | ピッツバーグ・スティーラーズ       | ウィル・ブラックウェル | WR         | サンディエゴ州立大学             |
| 54       | デトロイト・ライオンズ             | ケビン・エイブラムス   | CB         | シラキュース大学                 |
| 55       | サンフランシスコ・49ers            | マーク・エドワーズ     | FB         | ノートルダム大学                 |
| 56       | カロライナ・パンサーズ             | マイク・ミンター       | S          | ネブラスカ大学                   |
| 57       | フィラデルフィア・イーグルス       | ジェームズ・ダーリング | LB         | ワシントン州立大学               |
| 58       | ボルチモア・レイブンズ             | キム・ヘリング         | S          | ペンシルベニア州立大学           |
| 59       | ニューイングランド・ペイトリオッツ | ブランドン・ミッチェル | DE         | テキサスA&M大学                  |
| 60       | グリーンベイ・パッカーズ           | ダレン・シャーパー     | S          | ウィリアム・アンド・メアリー大学 |

### 3巡指名以降の主な選手
| 指名順位 | チーム                             | 選手名                   | ポジション | 出身大学                      |
| 61       | ニューイングランド・ペイトリオッツ | セドリック・ショー       | RB         | アイオワ大学                  |
| 62       | ニューオーリンズ・セインツ         | トロイ・デービス         | RB         | アイオワ州立大学              |
| 63       | タンパベイ・バッカニアーズ         | フランク・ミドルトン     | G          | アリゾナ大学                  |
| 64       | ボルチモア・レイブンズ             | ジェイ・グラハム         | RB         | テネシー大学                  |
| 65       | ダラス・カウボーイズ               | デクスター・コークリー   | LB         | アパラチアン州立大学          |
| 66       | タンパベイ・バッカニアーズ         | ロンデ・バーバー         | CB         | バージニア大学                |
| 67       | デンバー・ブロンコス               | ダン・ニール             | G          | テキサス大学                  |
| 68       | ニューヨーク・ジャイアンツ         | ライアン・フィリップス   | LB         | アイダホ大学                  |
| 69       | シカゴ・ベアーズ                   | ボブ・サップ             | OG         | ワシントン大学                |
| 70       | アトランタ・ファルコンズ           | OJ・サンチャゴ           | TE         | ケント州立大学                |
| 71       | フィラデルフィア・イーグルス       | デュース・ステイリー     | RB         | サウスカロライナ大学          |
| 73       | マイアミ・ドルフィンズ             | ジェイソン・テイラー     | DE         | アクロン大学                  |
| 86       | インディアナポリス・コルツ         | バートランド・ベリー     | LB         | ノートルダム大学              |
| 90       | グリーンベイ・パッカーズ           | ブレット・コンウェイ     | K          | ペンシルベニア州立大学        |
| 91       | ピッツバーグ・スティーラーズ       | マイク・ブレイベル       | LB         | オハイオ州立大学              |
| 95*      | ニューヨーク・ジャイアンツ         | ブラッド・メイナード     | P          | ボール州立大学                |
| 98       | テネシー・オイラーズ               | デリック・メイソン       | WR         | ミシガン州立大学              |
| 99       | ニューオーリンズ・セインツ         | ダニー・ワーフェル       | QB         | フロリダ大学                  |
| 106      | アリゾナ・カージナルス             | クリス・ディッシュマン   | OG         | ネブラスカ大学                |
| 111      | シンシナティ・ベンガルズ           | トレメイン・マック       | S          | マイアミ大学                  |
| 169      | タンパベイ・バッカニアーズ         | アル・ハリス             | CB         | テキサスA&M大学キングスビル校 |
| 204      | アトランタ・ファルコンズ           | トニー・グラジアーニ     | QB         | オレゴン大学                  |
| 207      | フィラデルフィア・イーグルス       | コイ・デトマー           | QB         | コロラド大学                  |
| 228      | カロライナ・パンサーズ             | クリス・マンガム         | TE         | ミシシッピ大学                |
| 229      | ニューヨーク・ジェッツ             | ジェイソン・ファーガソン | DT         | ジョージア大学                |
| 230      | ニューイングランド・ペイトリオッツ | スコット・レーバーグ     | OT         | セントラルミシガン大学        |
| 231      | グリーンベイ・パッカーズ           | ジェラルド・ソウェル     | FB         | テューレーン大学              |

### 主な指名権のトレード
ニューヨーク・ジェッツは全体1位指名権と引き換えにセントルイス・ラムズから1巡全体6位指名権、3巡、4巡、7巡を獲得した。
ニューオーリンズ・セインツは全体2位指名権、6巡指名権と引き換えにラスベガス・レイダースから1巡全体10位指名権、2巡、4巡指名権及びWRダリル・ホブスを獲得した。
アトランタ・ファルコンズは全体3位指名権、3巡指名権と引き換えにシアトル・シーホークスから全体11位指名権、2巡、3巡、4巡指名権を獲得した。
セントルイス・ラムズからニューヨーク・ジェッツにトレードされた全体6位指名権は、タンパベイ・バッカニアーズを経てシアトル・シーホークスにトレードされた。

### ドラフト外入団の主な選手
| チーム                       | 選手名                 | ポジション | 出身大学                       |
| アトランタ・ファルコンズ     | デビッド・エイカーズ   | K          | ルイビル大学                   |
| ボルチモア・レイブンズ       | プリースト・ホームズ   | RB         | テキサス大学                   |
| バッファロー・ビルズ         | パット・ウィリアムズ   | DT         | テキサスA&M大学                |
| グリーンベイ・パッカーズ     | ライアン・ロングウェル | K          | カリフォルニア大学バークレー校 |
| ミネソタ・バイキングス       | トッド・バウマン       | QB         | セントクラウド州立大学         |
| ニューオーリンズ・セインツ   | ジェイク・デローム     | QB         | ルイジアナ大学ラファイエット校 |
| ニューオーリンズ・セインツ   | サミー・ナイト         | S          | USC                            |
| ニューオーリンズ・セインツ   | キース・ミッチェル     | LB         | テキサスA&M大学                |
| ニューヨーク・ジェッツ       | ジョン・ホール         | K          | ウィスコンシン大学             |
| フィラデルフィア・イーグルス | チャド・ルイス         | TE         | BYU                            |